# Dumitru Pardău
Dumitru Pardău (n. 19 iunie 1962, orașul Vatra Dornei, județul Suceava) este un politician român, fost membru al Parlamentului României. În legislatura 2004-2008, Dumitru Pardău a fost ales deputat pe listele PNL. În perioada decembrie 2006  februarie 2008, Dumitru Pardău a fost deputat independent iar din februarie 2008 a devenit membru PDL. În legislatura 2008-2012, Dumitru Pardău a fost ales pe listele PDL, a trecut la PNL în iulie 2012 și a fost membru în grupurile parlamentare de prietenie cu Republica Populară Chineză și Republica Elenă. În legislatura 2012-2016, Dumitru Pardău a fost ales pe listele PNL și a fost membru în grupurile parlamentare de prietenie cu Irlanda, Bosnia și Herțegovina.    